# Johannes Svanberg
Johannes Svanberg, född den 25 december 1852 i Örebro, död den 14 augusti 1918 i Stockholm, var en svensk teaterhistoriker, skådespelare och regissör.

## Biografi
Efter avslutad skolgång arbetade Svanberg på handelskontor, först i födelsestaden, därefter i Stockholm 1873–1880 innan han började inom teatern, först som skådespelare och 1882–1895 som dels underregissör, dels sekreterare och kassör vid Hammerska teatern i Stockholm, Stora Teatern i Göteborg och Vasateatern i Stockholm. Han var ordinarie sekreterare vid Kungliga Operan 1897–1908 och tillika kassör där från 1898. Från 1908, då Albert Ranft blev direktör för teatern, innehade han endast kassörsbefattningen där.
Svanberg var sekreterare vid teater- och musikutställningen i Stockholm 1897 och var 1899 en av de som tog initiativet till Musikhistoriska museet, som bildades efter denna utställning. Han var dess förste föreståndare och sekreterare. Under Svanbergs medverkan grundades 1894 Svenska teaterförbundet, för vilket han var sekreterare 1894–1903, och 1912 var han med om att grunda Sveriges teaterhistoriska samfund, i vars styrelse han var sekreterare. Han mottog 1909 medaljen Litteris et Artibus.
Svanberg samlade under flera årtionden in biografiskt material om skådespelare, och har bland annat skrivit Anteckningar om Stora teatern i Göteborg 1859–93 (1894), Anteckningar om Vasateatern i Stockholm 1886–95 (1895) och Kungl. teatrarne under ett halft sekel 1860-1910 (två band, 1917–1918). På sistnämnda verk, som i avseende på det personalhistoriska delvis utgör en fortsättning av F. A. Dahlgrens arbete om Stockholms teatrar, hann han endast komma till 1888 före sin död.

## Familj
Svanbergs föräldrar var köpmannen Peter Josias Svanberg och dennes hustru Sophia Mathilda Bruhn. Han gifte sig i Stockholm den 27 oktober 1891 med skådespelerskan Siri Dahlqvist, dotter till Georg Dahlqvist, premiäraktören vid Kungliga Teatern.